# كي. بي. بي. سامي
كي. بي. بي. سامي هو سياسي هندي، ولد في 1 يوليو 1962، وتوفي في 27 فبراير 2020. نشط حزبياً في Dravida Munnetra Kazhagam ‏.